# Fledder
Fledder ist ein Stadtteil östlich der Innenstadt von Osnabrück, der weitgehend durch Industrie- und Gewerbeflächen geprägt ist. Neben zahlreichen Gewerbebetrieben und großen Verbrauchermärkten finden sich hier vergleichsweise nur wenige Wohnhäuser. Im Fledder wohnen 2593 Einwohner (12/2022), die sich auf 3,75 km² Fläche verteilen.

## Räumliche Gliederung
Fledder liegt südöstlich der Osnabrücker Innenstadt. Der Stadtteil grenzt ferner im Norden an Schinkel, im Nordosten an Schinkel-Ost, im Osten an Voxtrup und im Süden bis Südwesten an Schölerberg. Im Norden von Fledder fließt die Hase, die in diesem Bereich in einen Hauptarm (genannt Neue Hase) und einen Nebenarm (genannt Klöckner Hase) geteilt ist. Die Stadtteilgrenze bildet im Westen die Bahnstrecke Wanne-Eickel–Hamburg, im Norden die Klöckner Hase, im Nordosten die Bahnstrecke Löhne–Rheine, im Osten die Bundesautobahn 33 und im Süden die Meller Straße.
Den Großteil von Fledder nehmen Industrie-, Gewerbe-, Eisenbahn- und Einzelhandelsflächen ein. Wohnbebauung befindet sich hauptsächlich im Süden entlang der Meller Straße, die die Grenze zum Stadtteil Schölerberg bildet. Außerdem existiert eine Wohnsiedlung im Bereich Piärkamp, die komplett von Industrie- und Gewerbeflächen umschlossen ist. Im Norden des Stadtteils liegen das Gewerbegebiet Hasepark sowie das brachliegende IAG-Magnum-Gelände, welche durch die Neue Hase und die Bahnstrecke Löhne–Rheine vom Rest des Stadtteils getrennt sind und räumlich eher an Schinkel angebunden sind. Im Westen liegt zur Innenstadt hin orientiert das Areal des 1997 stillgelegten Güterbahnhofes, auf dem das Lok-Viertel entwickelt wird (siehe Abschnitt Konversion von Industrieflächen).

## Geschichte als Gewerbestadtteil

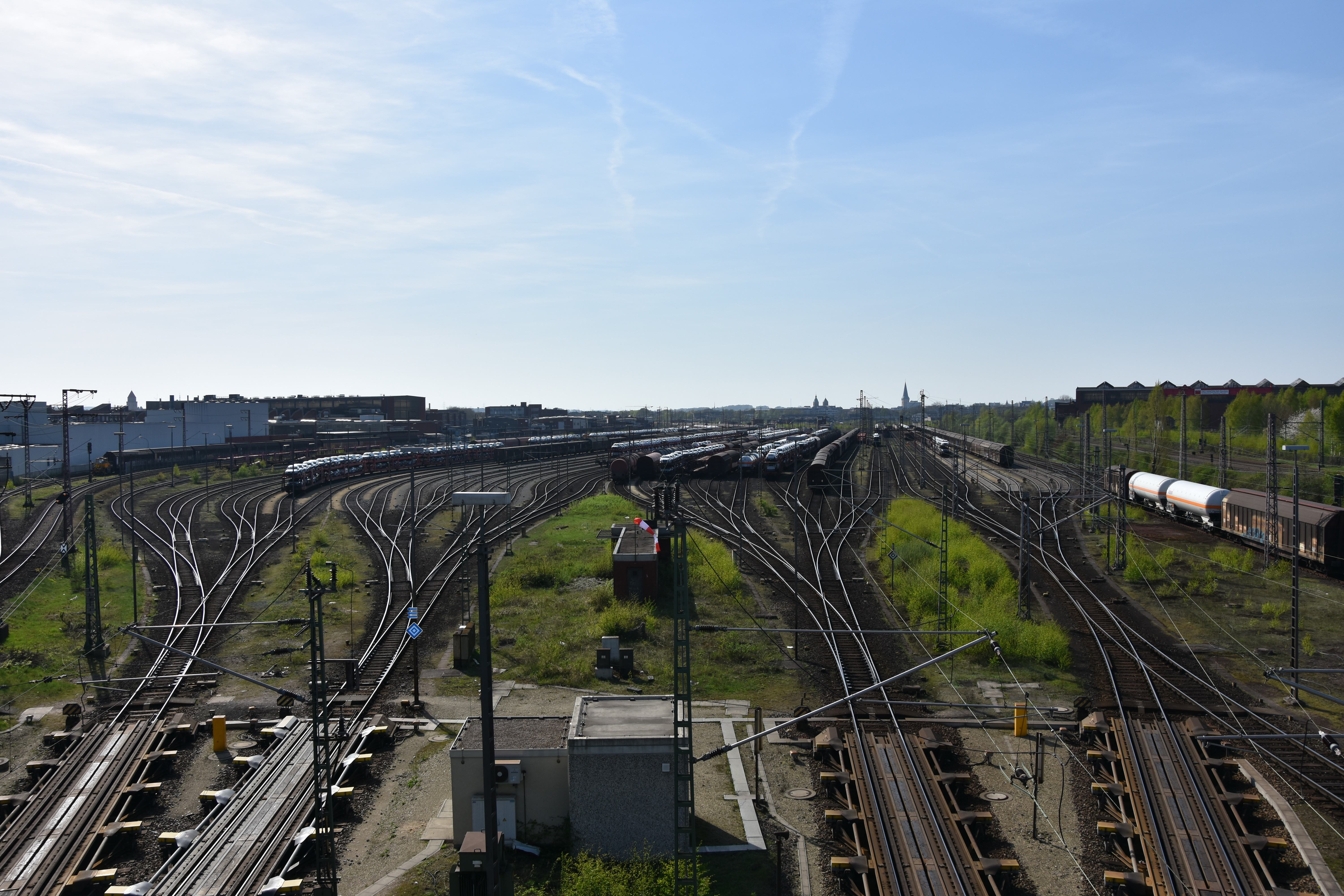
Blick von der Schellenbergbrücke auf den Rangierbahnhof

Die während des Dreißigjährigen Krieges bestehende Festung Petersburg lag auf dem Gebiet des heutigen Stadtteils Fledder, von ihr sind heute keine Überreste mehr erhalten. 1868 siedelte sich in der Haseniederung südlich des damals noch gering bevölkerten Schinkels an der wenige Jahre zuvor eröffneten Hannoverschen Westbahn das „Eisen- und Stahlwerk zu Osnabrück“ an. 1912 wurde südlich des Stahlwerks ein zentraler Rangier- und Verschiebebahnhof errichtet. In den 1930er Jahren bezog der Automobilhersteller Karmann, dessen Werksgelände zu der Zeit noch an der Martinistraße lag, seine neuen Werkshallen. In den 1960er Jahren wurde der Rangier- und Verschiebebahnhof erweitert und grundlegend modernisiert, dennoch reichten die Kapazitäten bald nicht mehr aus.
1962 schrieb die Stadt Osnabrück den Stadtteil Fledder als Industriegebiet aus. Die Vision, aus diesem Gewerbegebiet ein zusammenhängendes Großhandelszentrum zu machen, geht auf den Geschäftsführer des Großhandelsverbands Hans-Achim Castan (1929–1990) zurück. Nachdem das alte Osnabrücker Großhandelsviertel zwischen dem Hauptbahnhof und der Innenstadt nach dem Zweiten Weltkrieg durch den Ausbau des inneren Ringes zerschnitten worden war und immer größere Verkehrsprobleme auftauchten, hatte sich Castan bereits Anfang der 1960er Jahre mit den Plänen für ein neues Großhandelszentrum im Fledder auseinandergesetzt. Durch langwierige und beharrliche Verhandlungen u. a. mit der Stadt über Grundstücksfragen und Bebauungspläne, mit Großhändlern, deren Interesse er für dieses Projekt zu wecken suchte, sowie mit dem Bundeswirtschaftsministerium und Kreditinstituten über Finanzierungsfragen erreichte Castan, dass das Großhandelszentrum relativ schnell voll ausgebaut wurde. In kürzester Zeit siedelten sich in der Folgezeit viele Betriebe an, die neben den Straßenverbindungen auch einen Gleisanschluss benötigten, was zu einer weiteren Vergrößerung des Rangierbahnhofes führte. Der Fledder ist heute, zusammen mit dem Hafen, eines der beiden größten zusammenhängenden Industrie- und Gewerbegebiete Osnabrücks.

### Unternehmen

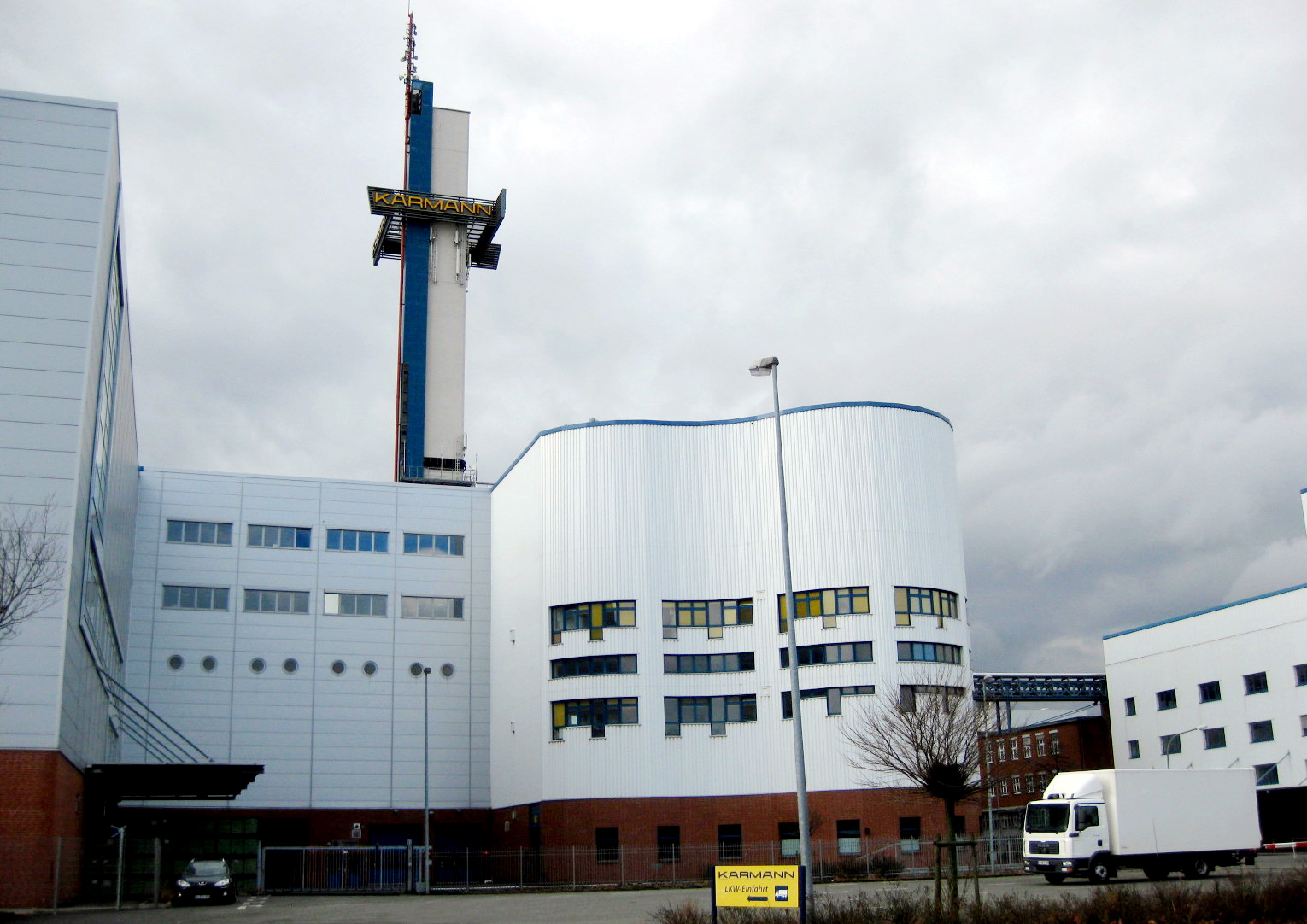
Gebäude des ehemaligen Karmannwerkes, heute VW Osnabrück

Zu den bedeutendsten Unternehmen, die heute im Fledder ihren Sitz haben, zählen:
- Meyer & Meyer, Spedition und Logistik
- Piepenbrock Unternehmensgruppe, Gebäudedienstleister
- Titgemeyer, Automobilzulieferer
- Volkswagen Osnabrück

ehemalige Unternehmen sind außerdem:
- Stahlwerk Osnabrück (später Klöckner-Werk), 1989 geschlossen[4]
- Karmann, Automobilhersteller, 2009 insolvent und durch Volkswagen übernommen
- IAG Magnum, Stahlverarbeiter, Teil der GMH Gruppe, 2016 geschlossen

### Konversion von Industrieflächen

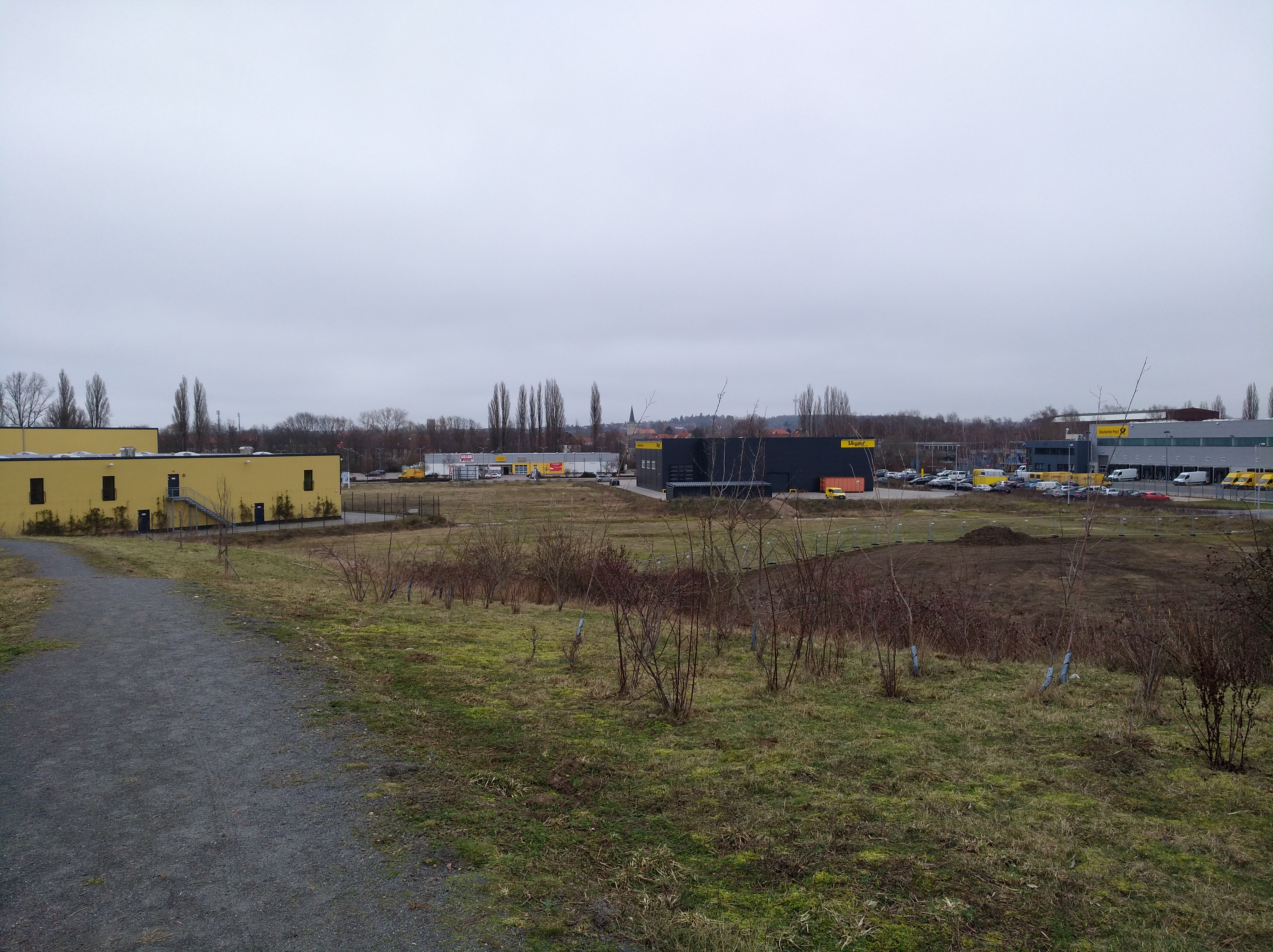
Blick in den Hasepark

Größere Flächen im Fledder befinden sich derzeit in einem Umnutzungsprozess. So wurde das Gelände des 1989 geschlossenen Klöckner-Stahlwerks im Norden des Stadtteils in ein Gewerbegebiet („Hasepark“) umgewandelt.
Auch die Flächen der 1997 aufgegebenen Güterzugabfertigung mit Abfertigungshalle sowie eines Bahnbetriebswerks mit Ringlokschuppen westlich des noch heute genutzten Rangierbahnhofs werden umgenutzt. Verschiedene, in den Jahren nach der Stilllegung diskutierte Nutzungskonzepte (z. B. Gewerbe, Wohnen, Veranstaltungsgelände, Mischnutzung) blieben ergebnislos, was u. a. daran lag, dass sich ein Großteil des Geländes nicht im Besitz der Stadt Osnabrück befand. Nach einem Besitzerwechsel befindet sich hier seit 2020 eine bauliche Entwicklung mit dem Projektnamen Lok-Viertel in der Umsetzung.
Nachdem der Stahlverarbeiter IAG Magnum Ende 2016 ebenfalls schließen musste, steht auch diesem Gelände eine Umnutzung bevor.

### Einwohnerentwicklung
Die Einwohnerentwicklung des Stadtteils Fledder:
| Datum             | Einwohner |
| ----------------- | --------- |
| 31. Dezember 2004 | 2485      |
| 31. Dezember 2005 | 2516      |
| 31. Dezember 2006 | 2492      |
| 31. Dezember 2007 | 2470      |
| 31. Dezember 2008 | 2449      |

| Datum             | Einwohner |
| ----------------- | --------- |
| 31. Dezember 2009 | 2415      |
| 31. Dezember 2010 | 2407      |
| 31. Dezember 2011 | 2459      |
| 31. Dezember 2012 | 2451      |
| 31. Dezember 2013 | 2463      |

| Datum             | Einwohner |
| ----------------- | --------- |
| 31. Dezember 2014 | 2474      |
| 31. Dezember 2015 | 2590      |
| 31. Dezember 2016 | 3073      |
| 31. Dezember 2017 | 2594      |
| 31. Dezember 2018 | 2593      |

| Datum             | Einwohner |
| ----------------- | --------- |
| 31. Dezember 2019 | 2555      |

## Verkehrsanbindung
Der Fledder verfügt über eine eigene Anschlussstelle an der Bundesautobahn 33. Hauptverkehrsachse des Stadtteils ist die mehrspurige Ein- und Ausfallstraße Hannoversche Straße, welche aus Richtung Innenstadt zur A 33 und darüber hinaus bis nach Voxtrup führt. Die Schellenbergbrücke bildet die Verbindung des Fledders mit dem Stadtteil Schinkel.
Zur Eisenbahninfrastruktur zählen die Bahnstrecke Wanne-Eickel–Hamburg im Westen des Stadtteils und die Bahnstrecke Löhne–Rheine, die den Fledder von West nach Ost durchquert. Am Kreuzungspunkt der beiden Strecken liegt der Hauptbahnhof, zu dem vom Fledder aus jedoch kein direkter Zugang für Reisende besteht. Von der Bahnstrecke Löhne–Rheine geht außerdem der Rangier- und Verschiebebahnhof ab. Noch heute verfügen einige Unternehmen im Fledder über Gleisanschlüsse.

## Namensherkunft
Der Name des Stadtteils entstand in Anlehnung an die alte Flurbezeichnung für eine Niederungsfläche südwestlich des Stadtkerns. Diese Fläche war wegen ihrer tiefen, feuchten Lage nur als Weidefläche geeignet. Solche nur dünn mit Erde überdeckte Moorflächen, bzw. Landstriche, auf dem sich Wasser verbreitet, ohne schnell einzusickern, bezeichnete man in Osnabrück als „Fladder“ oder „Fledder“. Im Volksmund wird häufig der Fledder gesagt.

## Sonstiges
Bis auf die Büroräume einiger Behörden gibt es im Fledder kaum öffentliche Einrichtungen wie Schulen usw., was mit der vergleichsweise geringen Einwohnerzahl erklärt werden kann.

### Bunker
An der Schellenbergstraße befand sich noch bis 2015 ein Rundbunker aus dem Zweiten Weltkrieg, der jedoch einer neuen Brücke und Stellflächen von Volkswagen Osnabrück weichen musste. Weiterhin gab es früher einen Luftschutzturm Kiebitzheide, der aber abgerissen wurde. An der Ecke Stahlwerksweg – Bielefelder Straße steht ein früherer Hochbunker, der heute verschiedenen Firmen als Büroflächen und Arbeitshallen dient.